# B棟8樓
《B棟8樓》，2014年薰創意媒體有限公司自製電視電影，由潘儀君、高英軒、陳竹昇、林志儒、吳朋奉、陶傳正、樓學賢領銜主演。2014年4月開拍，2014年8月19日於民視首播。本劇以2003年SARS危機為題材。本片獲行政院科技部科教發展及國際合作司補助。

## 演員列表

### 主要演員
| 演員   | 角色   | 介紹                   |
| 潘儀君 | 黃友蓉 | 健新醫院護理長。       |
| 高英軒 | 宋威倫 | 感染科住院醫師。       |
| 陳竹昇 | 姜哲翰 | 感染科住院醫師。       |
| 林志儒 | 徐原中 | 健新醫院感染科主任。   |
| 吳朋奉 | 項立暉 | 昆陽實驗室首席科學家。 |
| 陶傳正 | 許永昌 | 健新醫院院長。         |
| 樓學賢 |        | 疾管局長。             |

### 其他演員
| 演員   | 角色       | 介紹           |
| 張靜之 | 皮膚科醫生 | 宋威倫的未婚妻 |

### 特別演出
| 演員 | 角色 | 介紹 |

## 電視電影歌曲
| 曲別   | 歌名 | 演唱者 | 作詞 | 作曲 |
| 片頭曲 |      |        |      |      |
| 片尾曲 |      |        |      |      |

## 製作團隊
- 製作公司：薰創意媒體製作
- 製作人：鄭偉柏
- 導　演：陳大昱、邱晧洲
- 編　劇： 于尚民、陳凱筑、張俊偉、洪佩誼、陳大昱

## 外部連結
- B棟8樓的Facebook專頁